# Maglód
Maglód là một thành phố thuộc hạt Pest, Hungary. Thành phố này có diện tích 22,36 km², dân số năm 2010 là 11639 người, mật độ 521 người/km².